# Phillip Wilson
Phillip Wilson (født 13. november 1996 i Wellington, New Zealand) er en newzealandsk roer og olympisk guldvinder.
Wilson var med i den newzelandske otter, der vandt guld ved OL 2020 i Tokyo. Resten af bådens mandskab blev udgjort af Hamish Bond, Tom Mackintosh, Tom Murray, Michael Brake, Dan Williamson, Shaun Kirkham, Matt Macdonald og styrmand Sam Bosworth. Newzealænderne sikrede sig guldet efter en finale, hvor de kom i mål 0,96 sekunder før sølvvinderne fra Tyskland og 1,09 sekunder foran Storbritannien, der vandt bronze.

## OL-medaljer
- 2020:  Guld i otter